# Hromadinky
Hromadinky (Gregarinasina, také Gregarinidea, Gregarinea či počeštěně gregariny) je třída prvoků ze skupiny výtrusovci (Apixomplexa), říše SAR. Parazitují v trávicí soustavě či jiných částech těla bezobratlých.

## Popis

### Pohyb
Hromadinky jsou schopné se pohybovat po povrchu, ačkoliv nemají brvy, bičíky ani panožky, jen speciální aktino-myozinový komplex včetně rozvinutého aktinového cytoskeletu. Byly navrženy i konkrétní modely tohoto pohybu.

### Životní cyklus
Vegetativní stádium hromadinek, tzv. trofozoit, se obvykle z vnější strany vtlačí na buňku hostitele a žije v tak vytvořené prohlubni. Jindy však jsou trofozoiti intracelulární. V dospělosti mají trofozoiti rozměr 200-30 mikrometrů, vzácně však až jeden centimetr. Trofozoiti se následně k sobě přikládají a probíhá pohlavní fáze životního cyklu. Následně se vyvinou spory a z nich sporozoiti.